# Whitchurch (Hampshire)
Whitchurch ist eine Stadt und eine Verwaltungseinheit im District Basingstoke and Deane in der Grafschaft Hampshire, England. Whitchurch ist 18,7 km von Winchester entfernt. Im Jahr 2001 hatte sie 4343 Einwohner. Whitchurch wurde 1086 im Domesday Book als Witcerce erwähnt.